# Synagoga Arona Russaka w Łodzi
Synagoga Arona Russaka w Łodzi – prywatny dom modlitwy znajdujący się w Łodzi przy ulicy Wschodniej 15.
Synagoga została zbudowana w 1904 roku z inicjatywy Arona Russaka. Mogła ona pomieścić 30 osób. Podczas II wojny światowej hitlerowcy zdewastowali synagogę.